# Sideritis reverchonii
Sideritis reverchonii là một loài thực vật có hoa trong họ Hoa môi. Loài này được Willk. miêu tả khoa học đầu tiên năm 1893.